# 宁边州
宁边州，鎮西軍，辽朝时设置的州。
治所在唐隆镇（今内蒙古自治区清水河县西南下城弯）。辖境约今清水河县地。金朝正隆三年（1158年），置宁边县为州治。元朝至元二年（1265年）废入武州、东胜州。